# جيورجوس كولوكيثاس
جيورجوس كولوكيثاس (باليونانية: Γιώργος Κολοκυθάς)‏ مواليد 2 نوفمبر 1945 في اليونان - الوفاة 2 مارس 2013، كان لاعب كرة سلة يوناني. بلغ طوله 6 قدم 6.75 بوصة (2.0 م). اعتزل اللعب في 1972. لعب مع نادي سبورتينغ لكرة السلة ونادي باناثينايكوس لكرة السلة.

## الإنجازات
- الدوري اليوناني لكرة السلة : (1967، 1969، 1971، 1972)
- بطولة أمم أوروبا لكرة السلة 1969

## روابط خارجية
- جيورجوس كولوكيثاس على موقع الاتحاد الدولي لكرة السلة (الإنجليزية)